# Gustav von Mardefeld
Gustav Freiherr von Mardefeld (* 1664; † 6. Dezember 1729 in Pommern) war ein preußischer Politiker und Diplomat.

## Leben

### Herkunft
Mardefeld entstammt einer reformierten Familie. Sein Vater Conrad (um 1610–1688) stammte aus Geldern und trug ursprünglich den Namen Maesberg. Conrad Maesberg trat 1628 in schwedische Kriegsdienste. Für seine Verdienste wurde er als königlich schwedischer Oberst in einem deutschen Regiment am 20. Januar 1646 unter dem Namen Marderfelt in den schwedischen Adelsstand erhoben und am 9. Juni 1677 als Feldmarschall und Vizegouverneur von Pommern in den schwedischen Freiherrenstand erhoben. Conrad hatte mehrere Söhne, darunter Axel Arwed von Mardefeld (um 1655–1708), General unter Karl XII. (Schweden), und Gustav.

### Werdegang
Mardefeld studierte zunächst in Greifswald und Frankfurt (Oder), bereiste Frankreich und nahm eine Stelle als Hofjunker in Kassel an. Dort wurde er gräflich hessischer Geheimrat und Oberhofmeister. 1711 trat er in preußische Dienste und ging in einer Spezialmission an den kurpfälzischen Hof. Bei der Wahl des Kaisers Karl VI. (HRR) war Mardefeld dritter brandenburgischer Wahlbotschafter.
Am 15. Dezember 1712 erhielt Mardefeld als königlich preußischer Kammerherr und Kammerpräsident in Magdeburg die preußische Anerkennung seines Freiherrenstandes.

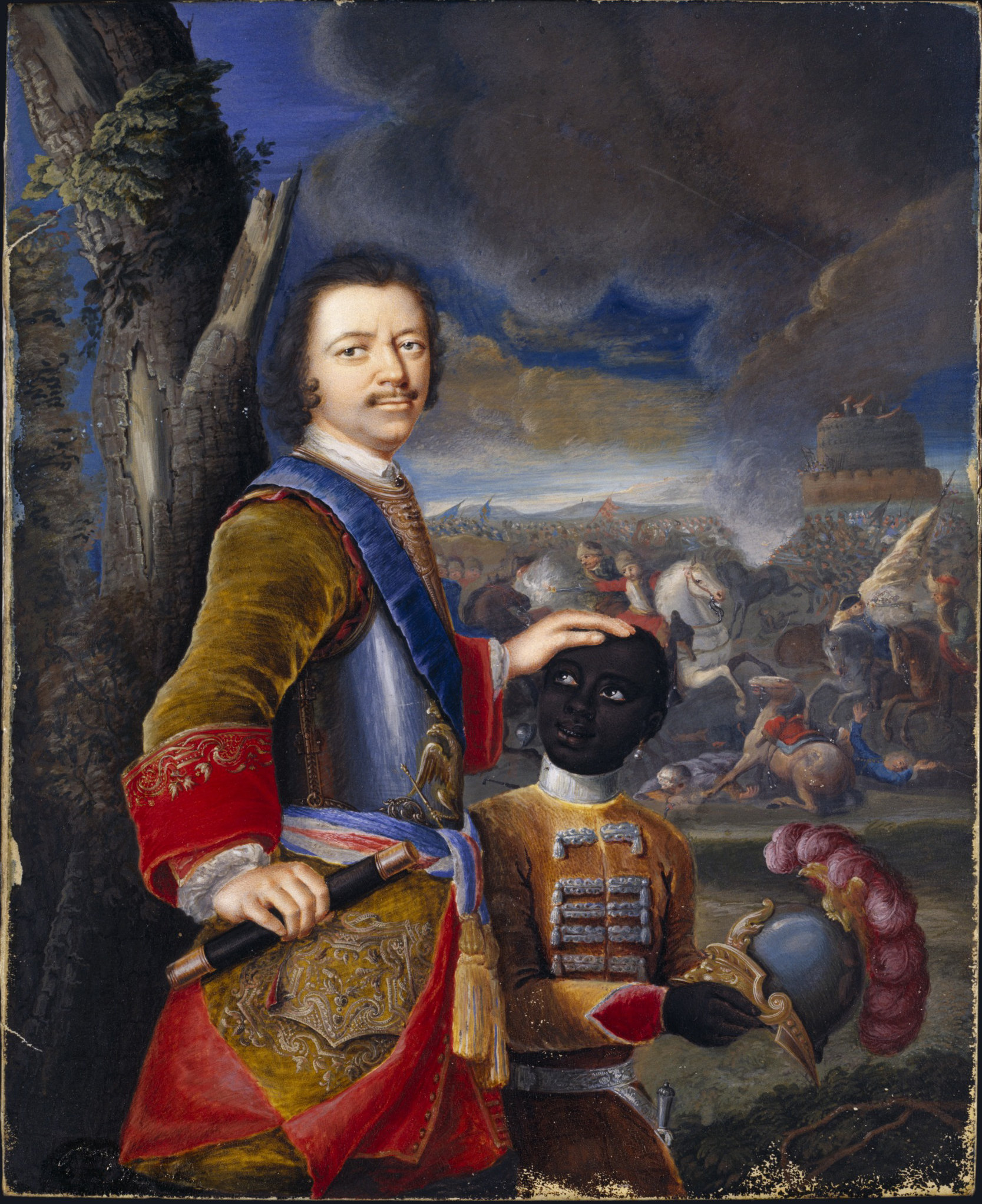
Peter der Große, Miniatur von Gustav von Mardefeld

Friedrich Wilhelm I. (Preußen) schickte ihn 1717 als bevollmächtigten Minister nach Sankt Petersburg. In Russland hat er als Diplomat die Beziehungen zu Preußen gefestigt und war ein wichtiger Unterhändler auf dem Ålandkongress zur Beendigung des nordischen Krieges. 1720 wurde Mardefeld Mitglied des Geheimen Etatsrates und gleichzeitig Titularpräsident der Regierung des Herzogtums Magdeburg. Seit 1722 bat er um Abberufung aus Russland, da seine Gesundheit durch die landesübliche „dissolute Lebensart“ zerrüttet wäre. Diesem Ansinnen wurde jedoch erst 1728 stattgegeben. Als Gustav von Mardefelds Vertreter war sein Neffe Axel von Mardefeld (1691/1692–1748) schon 1724 in Russland eingetroffen. 1728 übernahm Axel Gustavs Geschäfte vollständig.

### Familie
Er war seit 1698 mit Dorothea Catharina von Viereck, einer Tochter von  Adam Otto von Viereck (1634–1717) verheiratet. Seine Tochter Sophia Elisabeth von Mardefeld (* 4. Oktober 1704; † 4. Januar 1728 in Wesel) war mit dem Generalleutnant Franz Andreas von Borcke verheiratet. Sein Sohn Carl Gustav (* 1704) war preußischer Oberstleutnant.